# هونغ يونغ جو
هونغ يونغ جو (من مواليد 22 مايو 1982)، لاعب كرة قدم كوري شمالي.
يلعب مع نادي روستوف الروسي منذ عام 2010.
يلعب مع منتخب كوريا الشمالية لكرة القدم.

## روابط خارجية
- هونغ يونغ جو على موقع الاتحاد الدولي (مؤرشف)  (الإنجليزية)
- هونغ يونغ جو على موقع قاعدة بيانات كرة القدم.إي يو (الإنجليزية)
- هونغ يونغ جو على موقع ناشيونال فوتبول تيمز (الإنجليزية)
- هونغ يونغ جو على موقع Soccerway.com (الإنجليزية)
- هونغ يونغ جو على موقع كووورة